# USS Scorpion (SSN-589)
USS Scorpion (SSN-589) — атомная подводная лодка ВМС США, одна из шести лодок типа «Скипджек». 
22 мая 1968 года затонула в Атлантическом океане во время тренировочного похода вместе со всем экипажем в 99 человек.

## История строительства
Закладка корабля состоялась 20 августа 1958 года.
Спуск на воду прошёл 29 декабря 1959 года.
Scorpion вошёл в строй 29 июля 1960 года.
С марта 1968 года USS Scorpion находилась в Средиземном море и выполняла учебные задачи в составе 6-го флота ВМС США, командиром в этом походе был коммандер Фрэнсис Слеттери (Francis Slattery). После завершения учений корабль направился на базу в Норфолк, сделав кратковременный заход на военно-морскую базу Рота (Испания), и должен был прибыть на базу 27 мая. Однако уже в пути командир корабля получил приказ отклониться от маршрута перехода и осмотреть район юго-западнее Азорских островов, где находились советские научно-исследовательские суда «Пётр Лебедев», «Сергей Вавилов» и АПЛ «К-135». Коммандер Слеттери донёс о технических неполадках на борту, но получил повторное приказание изменить маршрут перехода и утром 21 мая 1968 года прибыл в заданный район.

## Гибель

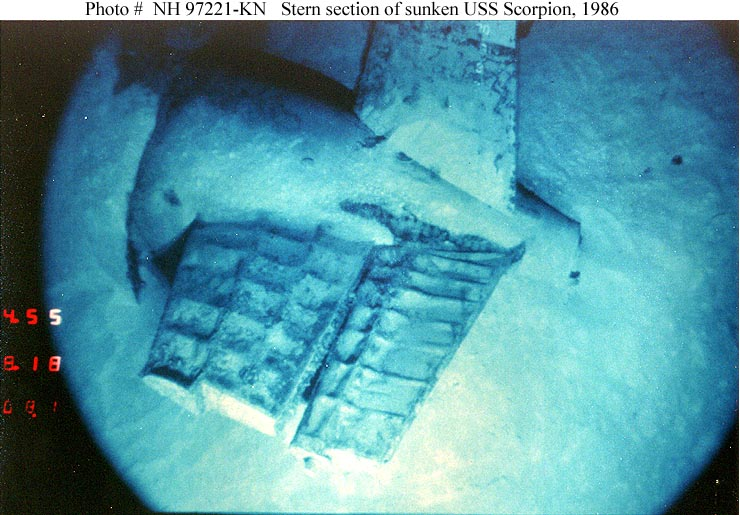
Фрагмент корпуса лодки. Видны деформации от чрезмерного давления

Утром 21 мая USS Scorpion приблизилась к месту нахождения советских кораблей и была обнаружена акустиками «К-135» (командир капитан 2-го ранга Щеглов Л. А.), которая срочно погрузилась по боевой тревоге. Затем на протяжении всего дня корабли осуществляли взаимное маневрирование, но не приближались друг к другу на опасное расстояние. Около 22 часов акустический контакт был потерян: по данным советской стороны, американская АПЛ резко отвернула в сторону и увеличила ход. Через несколько часов, уже ночью, радисты «К-135» перехватили короткую радиограмму (расшифровать не удалось, но по предположению командира, это был сигнал бедствия), а чуть позднее акустики зафиксировали отдалённый взрыв или гидравлический удар.
Лодка  затонула 22 мая 1968 года в 740 км (400 миль) к юго-западу от Азорских островов на глубине в 3000 м (9800 футов). Официально о потере USS Scorpion (SSN-589) было объявлено 5 июня 1968 года.
Последний сеанс радиосвязи с лодкой состоялся, когда она находилась примерно в 2100 милях от Норфолка в центральной части Атлантики.
Затонувшую лодку искали в течение 5 месяцев, в поисках было задействовано более 60 кораблей и судов, до 30 самолётов. Спасательная операция началась утром 22 мая. Получив информацию об этом, советская сторона проинформировала американцев о происшедших накануне событиях и предоставила магнитофонные записи шумов и других параметров, сделанные экипажем «К-135». Через неделю после начала поиска в 100 милях от Норфолка была обнаружена немецкая подводная лодка, потопленная в годы Второй мировой войны. Поиски долгое время были тщетными, пока недостающая информация неожиданно не была получена на берегу — в результате анализа записей гидроакустических станций противолодочной обороны (СОСУС) был обнаружен сигнал, характерный для разрушения прочного корпуса лодки гидростатическим давлением. После определения места источника сигнала район поиска ограничился областью 12 на 12 миль, координаты места гибели — 33°40′23″ с. ш. 32°35′06″ з. д.. Вскоре лодка была найдена на глубине 3047 метров и сфотографирована судном «Мизар». В дальнейшем район гибели обследовался батискафом «Триест-2».
Причина гибели корабля до сих пор не установлена, комиссия по расследованию объявила, что USS Scorpion превысила предельную глубину погружения и затонула «по неизвестной причине». Наиболее вероятной версией считается взрыв торпеды типа Mark-35.
Как и иные подобные катастрофы, гибель USS Scorpion породила множество версий, вплоть до потопления её советской подводной лодкой или ошибочно — другой американской подводной лодкой.
«К-135» по возвращении на базу была немедленно поставлена в док и осмотрена, но какие-либо следы повреждения на корпусе корабля, свидетельствовавшие бы о столкновении с USS Scorpion, не были обнаружены.